# Зигфрид фон Труендинген
Зигфрид фон Труендинген (на немски: Siegfried von Truhendingen; † 16 септември 1150, Вюрцбург) е епископ на Вюрцбург (1146 – 1150).

## Биография
Той е благородник от швабско-франкската благородническа фамилия Труендинген във Франкония, Бавария.
Зигфрид фон Труендинген първо е катедрален каноник във Вюрцбург и като пропст на манастир Ноймюнстер получава симпатията на Конрад III. След смъртта на епископ Ембрихо († 10 ноември 1146) той е избран за епископ на Вюрцбург.
Зигфрид участва в подготвянето на кръстоносния поход през пролетта на 1147 г. В града избухват неспокойствия и 20 евреи са убити.
Той умира от чума на 16 септември 1150 г. във Вюрцбург. Сърцето му, като нова традиция, е погребано отделно в манастир Ебрах. Гебхард фон Хенеберг е избран за епископ на Вюрцбург.